# Пришиб (Ізюмський район)
При́шиб — село в Україні, у Донецькій селищній громаді Ізюмського району Харківської області. Центр Пришибського старостинського округу, до складу якого також входять селище Покровське і село Явірське. Населення села становить 2132 осіб.
Село виникло 1682 року і входило до Ізюмського козачого полку. Кілька поколінь знаходилось під управлінням роду Данилевських. Церква і маєток були зруйновані після Жовтневої революції. Сотні мешканців села загинули під час Голодомору (1932—1933) і Німецько-радянської війни (1941—1945). Пришиб був центром радгоспу «Орджонікідзевський» і Пришибської сільської ради. Село сильно постраждало від російських обстрілів під час російського вторгнення в Україну (2022).
Відомою памʼяткою Пришиба є памʼятник на могилі письменника Григорія Данилевського (1829—1890), який понад 40 років жив і працював в селі.

## Географія
Село Пришиб лежить на річці Крайня Балаклійка. За 6 км протікає річка Сіверський Донець. На відстані менш як 1 км розташоване селище Покровське та село Явірське.

## Походження назви
Назва пов'язана з діалектним словом «приши́б», яке може означати: 1) «яр при крутому повороті річки»; 2) «місце удару течії»; 3) «корабельна пристань».
За деякими джерелами, в перші роки існування села паралельно з назвою Пришиб використовувалась інша назва — Новий Перекоп. Цю назву пов'язували з ровом (перекопом), зробленим біля села.

## Історія

### Московське царство і Російська імперія
Село було засноване 17 (27) лютого 1682 року переселенцями з Правобережної України, яка на той час перебувала під владою Речі Посполитої. Воно входило до Ізюмського козачого полку.
Але водночас у села є друга дата заснування: 7207 (1698/1699) рік. Причиною цього є повторне заселення села. 
У 1692 році в селі було проведено перепис. 
На початку XVIII століття в селі вже був храм із двома престолами - на честь пророка Даніїла та Святої Варвари. У 1709 році Петро I під час поїздки з Азова до Полтави зупинявся в Пришибі у сотника Данилевського і подарував Пришибській дзвіниці два дзвони.
Станом на 1732 рік село складалось з 54 дворів і налічувало 80 хат.
До 1741 року будівля церкви занепала, і невдовзі було збудовано новий деревʼяний храм. Кам'яний храм закладено 1802 року, а закінчено 1817 року.
Понад 40 років в селі жив і працював письменник Григорій Данилевський (1829—1890). Він помер в Санкт-Петербурзі, а похований був в Пришибі.
Село входило до Андріївської волості Зміївського повіту Харківської губернії Російської імперії.

### Радянський союз
В грудні 1917 року в селі була встановлена радянська влада. Церкву і маєток після революції розібрали на цеглу.
Під час Голодомору 1932—1933 років загинули 208 мешканців села.
Під час Німецько-радянської війни 1941—1945 років, за Радянський союз воювали 350 мешканців села, 202 з них загинули, 157 нагороджені орденами й медалями. В Пришибі знаходиться братська могила, де поховані 106 радянських солдатів, які загинули в боях за село.
У 1962 році на могилі письменника Григорія Данилевського відкрили пам'ятник. На відкриття приїжджали дочка письменника Олександра Григорівна й онучка Олена Родрігес.
В Період застою в селі розташовувалась центральна садиба радгоспу «Орджонікідзевський», названого на честь радянського діяча Серго Орджонікідзе. Тут діяла восьмирічна школа з заочними 9-м і 10-м класами, клуб на 250 місць, бібліотека, фельдшерсько-акушерський пункт, дитячі яслі, крамниця, їдальня, майстерня побутового обслуговування, поштове відділення.

### Україна
2017 року, під час пожежі на складі боєприпасів у Балаклії в Пришиб евакуювали 2700 осіб із сусідньої Вербівки, яка знаходилась ближче до місця вибухів.
До 2020 село було центром Пришибської сільської ради Балаклійського району. Після адміністративно-територіальної реформи сільська рада була ліквідована, і Пришиб перейшов до обʼєднаної Донецької селищної громади, де він став центром Пришибського старостинського округу. До округу увійшли ті ж населені пункти, що входили до Пришибської сільської ради - селище Покровське і село Явірське. 
19 липня 2020 року, в результаті адміністративно-територіальної реформи та ліквідації Балаклійського району, село увійшло до складу новоутвореного Ізюмського району.
У 2022 році, під час російського вторгнення в Україну, кілька місяців біля села проходила лінія фронту. Село тривалий час перебувало під постійними російськими обстрілами, будинки й дороги зазнали значних ушкоджень, кілька мешканців загинуло від обстрілів. Тільки у вересні 2022 року лінія фронту була відсунута від Пришиба в ході Слобожанського контрнаступу ЗСУ. Після цього в селі довелось ремонтувати дорожне покриття, дахи будинків, проводити капітальний ремонт будівлі ліцею.

## Населення

### Мова
Розподіл населення за рідною мовою за даними перепису 2001 року:
| Мова                | Відсоток |
| ------------------- | -------- |
| українська          | 88,88%   |
| російська           | 10,74%   |
| інші/не визначилися | 0,38%    |

## Транспорт
Через село проходить автошлях Р 78, поблизу розташовані зупинні пункти Сезонна і Янківський Ізюмського напрямку Південної залізниці.

## Відомі люди
У селі похований відомий український письменник Григорій Данилевський.

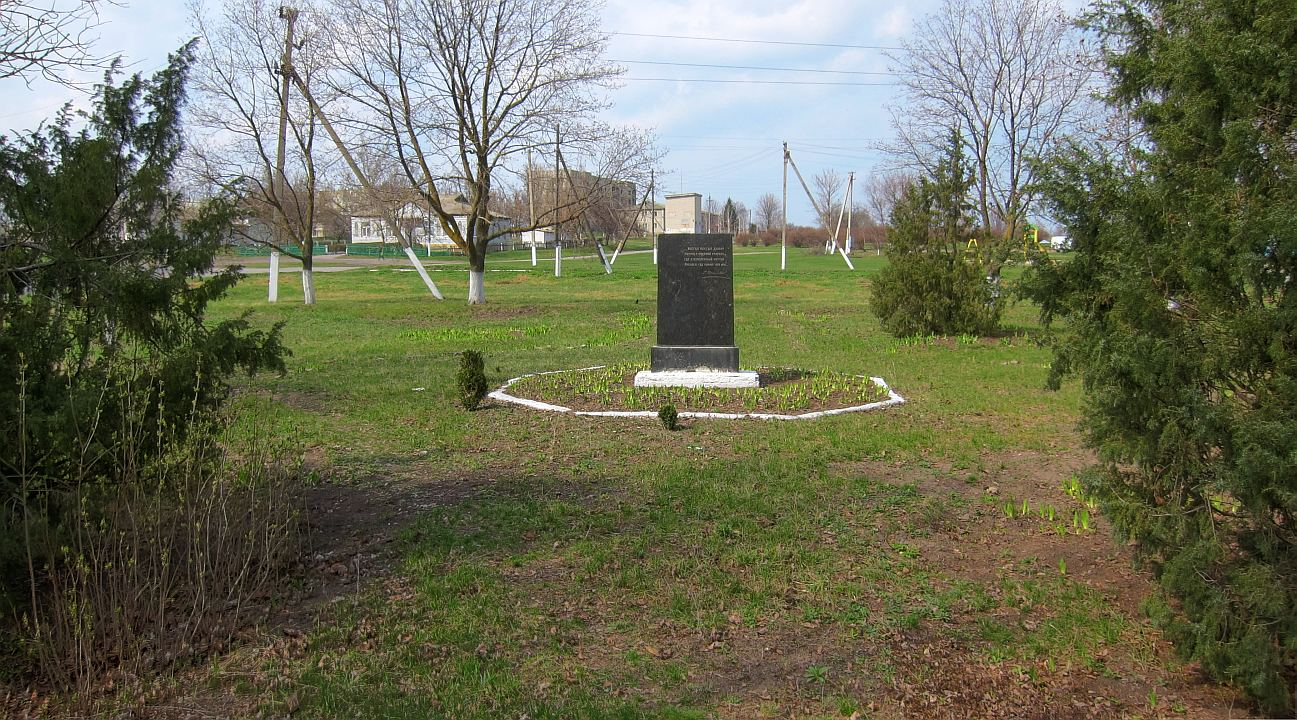
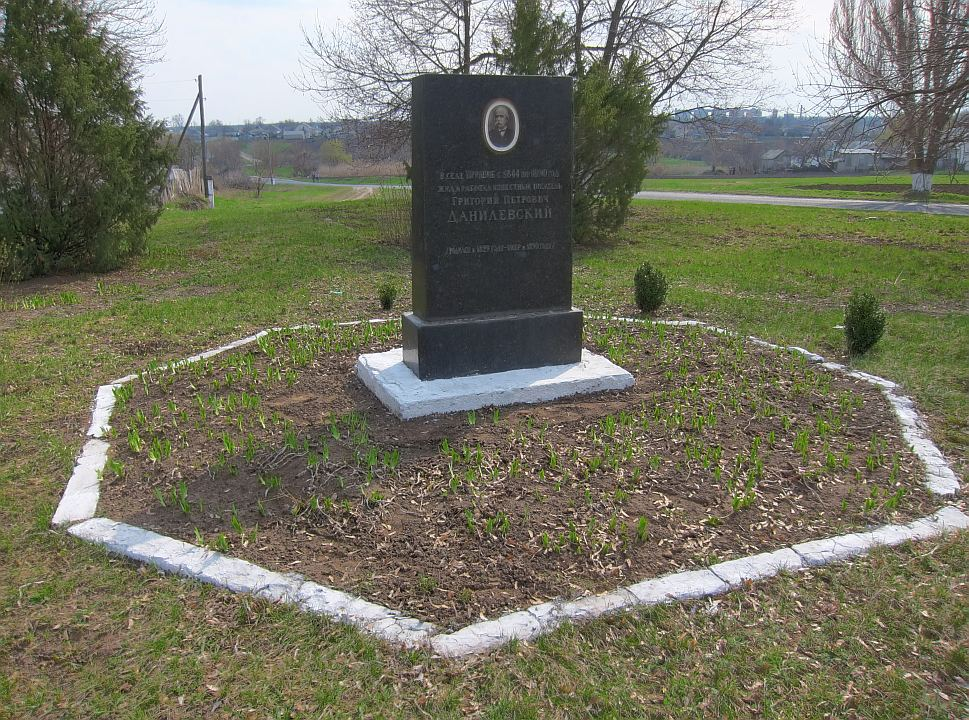
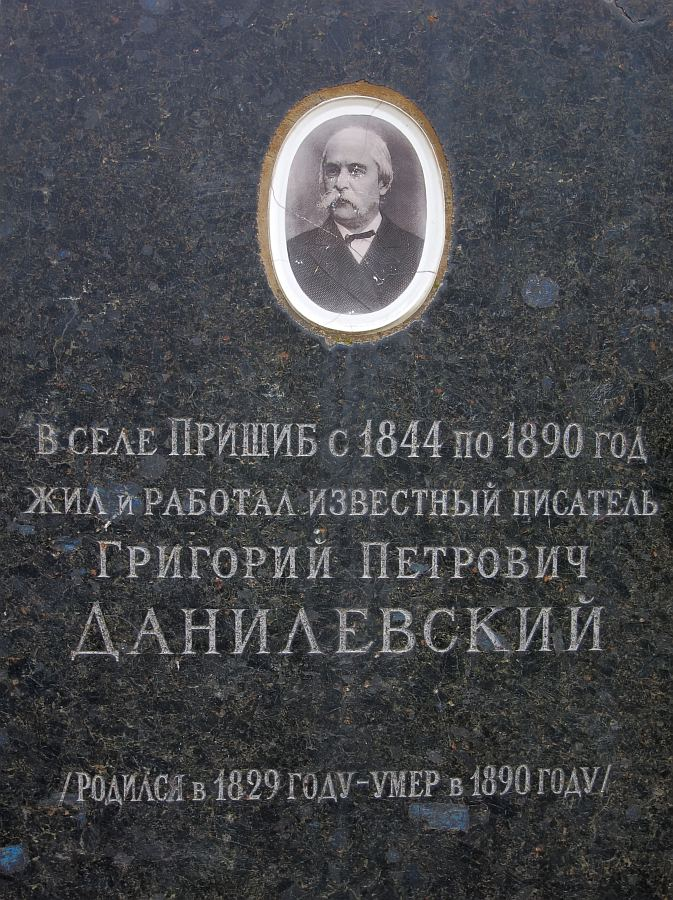

## Також
- Перелік населених пунктів, що постраждали від Голодомору 1932-1933, Харківська область